# Pinball: Revenge of the Gator
 (octobre 2018).
Si vous disposez d'ouvrages ou d'articles de référence ou si vous connaissez des sites web de qualité traitant du thème abordé ici, merci de compléter l'article en donnant les références utiles à sa vérifiabilité et en les liant à la section « Notes et références ».
Pinball: Revenge of the Gator est un jeu vidéo de flipper développé et édité par la société japonaise HAL Laboratory. Il est sorti en 1989 sur Game Boy. Le jeu est sorti sous le titre Pinball: 66 Hiki no Wani Daikoushin (ピンボール　66匹のワニ大行進) au Japon, et sous le titre Revenge of the 'Gator en Amérique du Nord.